# Charles Haughey
Charles James Haughey (16. september 1925 – 13. juni 2006) var en irsk politiker fra partiet Fianna Fáil, der var Irlands taoiseach (regeringsleder) i tre omgange fra 1979 til 1981, fra marts til september 1982 og fra 1987 til 1992.